# Des personnes inadéquates
Pour plus de détails, voir Fiche technique et Distribution.
Des personnes inadéquates (Неадекватные люди) est une comédie romantique russe réalisée par Roman Karimov et sortie en 2010.

## Synopsis
Vitali, un homme calme et bien élevé, a déménagé de Serpoukhov à Moscou et tente de recommencer sa vie à zéro. Mais il ne rencontre que des fous sur son chemin. Sa voisine de palier Christina s'avère être une écolière volage, son nouveau travail est attaqué par Marina Vasilievna, une patronne lubrique, et son ami psychologue, Pavel, qui l'aide à faire face à tout cela, s'avère être un sadomasochiste. Vitali semble être la seule personne adéquate dans ce contexte.

## Fiche technique
- Titre français : Des personnes inadéquates[1]
- Titre original russe : Неадекватные люди[2],[3],[4], Neadekvatnye lioudi
- Réalisateur : Roman Karimov
- Scénario : Roman Karimov
- Photographie : Ilia Ovsenev
- Montage : Roman Karimov
- Musique : Roman Karimov
- Décors : Olessia Petrach
- Production : Mikhaïl Koukouchkine
- Sociétés de production : Cinema Prime Time
- Pays de production :  Russie
- Langues originales : russe
- Format : couleurs - 1,85:1
- Durée : 101 minutes
- Genre : comédie romantique
- Dates de sortie :
  - Russie : 5 septembre 1983 (Festival du film Okno v Evropu) ; 13 janvier 2011 (sortie nationale)

## Distribution
- Ilia Lioubinov (ru) : Vitali
- Ingrid Olerinskaïa (ru) : Kristina
- Ievgueni Tsyganov : Pavel Viktorovitch Kozlov
- Такшина, Юлия Евгеньевна (ru) : Marina Vasilievna
- Nazar As-Samarrai : employé du bureau du magazine de mode féminine de Moscou
- Artiom Douchkine : Arthur

## Suite
Le film a connu une suite en 2020 du même réalisateur : Des personnes inadéquates 2 (ru).